# Esther Park
Esther Park (coréen : 에스더 박 ; née Kim Moec-dong hangeul : 김점동 le 16 mars 1876 ou 1877 et morte le 13 avril 1910) est une médecin coréenne. Elle fut la première femme à pratiquer la médecine occidentale dans son pays.

## Enfance et éducation
Kim Jeon-dong est née le 16 mars 1877 (ou, selon d'autres sources le 16 mars 1876 ou 1879) dans le district de Jeong-dong de Séoul, la plus jeune d'une famille de quatre filles. Le père de Kim travaille avec des missionnaires américains pendant un temps, son patron étant Henry Appenzeller ; ce travail l'influence et, en 1886, il envoie sa fille étudier au lycée pour filles d'Ewha. Kim est l'une des premières femmes à entrer dans cette école, mais ses parents lui permette de faire des études à deux conditions : il lui est interdit d'aller aux États-Unis et de quitter l'école avant le mariage.
Kim est une bonne élève, particulièrement en anglais, et quand l'institutrice américaine Rosetta Sherwood Hall visite l'école, Kim demande à être son interprète. Après avoir vu comment Sherwood Hall s'est occupée d'une fille avec un bec de lièvre, considérée comme une maladie incurable en Corée à l'époque, Kim commence à rêver à une carrière médicale. En outre, Sherwood Hall convainc Kim que les Coréens sont influencés par les interdits confucéens qui ne leur permettent pas d'être traités correctement : la stricte séparation des sexes dans la société empêché une femme d'être examinée par un homme. 

## Études et carrière
Sherwood Hall présente Kim à Park Yusan (박유산), qui travaille avec son mari, et le 24 mai 1893, Kim Jeon-dong l'épouse lors de la première cérémonie de style occidentale en Corée du Sud. Après le mariage, elle prend le nom d'Esther Parc, en ajoutant celui de son mari à son nom de baptême. En 1894, Sherwood Hall rentre à New York, en prenant Esther et Yusan avec elle. 
Esther Parc sort diplômée au bout d'un an d'une école new-yorkaise où elle a étudié le latin, la physique et les mathématiques, et part ensuite pour l'École de femmes de Baltimore. En 1900, Park réussi les examens et devient médecin. Son mari soutient son désir de faire de la médecine, mais il meurt de la tuberculose à New York six mois avant l'obtention de son diplôme. Aux États-Unis, il travaillait dans une ferme, économisant pour les études de sa femme.
Après l'obtention de son diplôme, Park retourne en Corée et s’installe dans le premier hôpital pour femmes du pays, Bogu-yogwan à Séoul, près de Heunginjimun. Pendant ses dix mois de travail, Park s'occupe plus de 3 000 patients, et puis, en 1901, déménage à Pyongyang, où Sherwood Hall établi un nouvel hôpital. Park voyage dans toute la Corée, y compris pendant l'épidémie de choléra, aidant les patients gratuitement. En plus de son travail de médecin, elle mène également des activités d'enseignement pour la première génération coréenne de femmes médecin. Park fait des conférences publiques dans laquelle elle souligne l'importance de l'éducation à la santé et à l'éducation pour les femmes et promouvait le christianisme.
Esther Park meurt de la tuberculose en avril 1910, à l'âge de 33 ou 34 ans.

## Hommages
Le 28 avril 1909, Esther Park et deux autres femmes coréennes  sont célébrées par une cérémonie : Ha Ran-sa, la première femme diplômée de Littérature d'une université américaine, et Yun Jeong-won, la première diplômée coréenne l'Université Meiji au Japon en musique ; l'hommage est suivi par 7 800 personnes. L'Empereur Gojong remet une médaille d'argent à Park.
En 2006, l'Académie des Sciences coréenne ajoute Esther Park au Hall of Fame de la Science et de la Technologie coréenne.
En 2008, le comité des anciens étudiants de l'Université Ewha met en place la Médaille Esther Park, qui reconnaît le mérite des femmes ayant obtenu un diplôme universitaire pour devenir médecin.
Le 16 mars 2018, un Google Doodle célèbre son 142e anniversaire.